# La casa embrujada (ópera)
La casa embrujada (título original en polaco, Straszny dwór) es una ópera en cuatro actos con música de Stanisław Moniuszko y libreto en polaco escrito por Jan Chęciński. Se estrenó en el Teatro Wielki de Varsovia el 28 de septiembre de 1865. 
A pesar de ser una ópera tanto romántica como cómica, tiene un fuerte contenido patriótico polaco, que la hizo muy popular entre el público polaco y muy impopular – hasta el punto de ser prohibida – por las autoridades rusas que controlaban la mayor parte de Polonia durante esa época.
Está considerada la mejor ópera de Moniuszko, y también la mejor de todas las óperas polacas del siglo XIX. Sin embargo, es en gran medida desconocida fuera de Polonia.
Esta ópera se representa poco; en las estadísticas de Operabase aparece la n.º 135 de las óperas representadas en 2005-2010, siendo no obstante la primera en Polonia y la primera también de Moniuszko, con 23 representaciones.

## Argumento
Los hermanos Stefan y Zbigniew regresan junto a su sirviente Maciej de la guerra. Mientras disfrutaban de la fiesta de despedida junto a sus compañeros del frente, ambos juran mantenerse solteros el resto de su vida, con el fin de poder luchar en las próximas guerras sin dejar a sus esposas en casa. Una vez que vuelven a casa con la familia, su sueño se ve truncado con la llegada de la tía Czesnikowa, que tiene previsto casar a sus sobrinos con dos muchachas. Estos se niegan y le informan de la promesa que han realizado. Czesnikowa visita a Miecznik, viejo amigo de su padre, y conoce a Hanna y a Jadwiga, sus dos hijas. Siendo consciente de la belleza de ambas jóvenes, Czesnikowa decide alejar a Stefan y a Zbigniew de ellas, explicándoles que la casa en la que ellas viven está embrujada.   

## Personajes
| Personaje                                        | Tesitura      | Reparto del estreno, 28 de septiembre de 1865 |
| ------------------------------------------------ | ------------- | --------------------------------------------- |
| Miecznik, el portaespadas                        | barítono      | Adolf Kozieradski                             |
| Hanna, hija de Miecznik y hermana de Jadwiga     | soprano       | Bronislawa Dowiadowska-Klimowiczowa           |
| Jadwiga, hija de Miecznik y hermana de Hanna     | mezzosoprano  | Józefa Chodowiecka-Hessowna                   |
| Stefan, un húsar y hermano de Zbigniew           | tenor         | Julian Dobrski                                |
| Zbigniew, un húsar y hermano de Stefan           | bajo          | Wilhelm Troszel                               |
| Cześnikowa, tía de Stefan y Zbigniew             | contralto     | Honorata Majeranowska                         |
| Maciej, criado de Cześnikowa y su familia        | barítono      | Ján Koehler                                   |
| Skołuba, principal criado de Miecznik y guardián | bajo          | Józef Prohaska                                |
| Pan Damazy, un abogado cursi                     | tenor         | Józef Szczepkowski                            |
| Marta, ama de llaves                             | mezzosoprano  |                                               |
| Grześ, un jornalero                              | barítono      |                                               |
| Anciana                                          | mezzosoprano  |                                               |
| Chłopiec                                         | papel hablado |                                               |